# Инсуа, Рубен Дарио
Рубе́н Дари́о Инсу́а (исп. Rubén Darío Insúa; род. 17 апреля 1961, Буэнос-Айрес) — аргентинский футболист, выступавший на позиции атакующего полузащитника и нападающего. По окончании карьеры футболиста работает тренером.

## Биография

### Игровая карьера
Большую часть карьеры Рубен Инсуа провёл на родине в Аргентине. Он дебютировал в Примере в 1978 году за «Сан-Лоренсо», где играл до 1985 года. Инсуа не покинул команду в тяжёлый период, когда в 1981 году «святые» впервые в своей истории вылетели во Второй дивизион (на тот момент — Примера B Метрополитана), и помог команде уже в следующем году добиться возвращения в элиту.
В 1986 году Инсуа половину сезона выступал за испанский «Лас-Пальмас», а затем два года играл за «Эстудиантес». С 1988 по 1991 год Инсуа защищал цвета «Индепендьенте». Именно в этом клубе в сезоне 1988/89 он стал чемпионом Аргентины.
С 1991 по 1993 год играл за гуаякильскую «Барселону». В первый же год помог своей новой команде выиграть чемпионат Эквадора. После краткосрочного возвращения в «Индепендьенте» Рубен отправился в Колумбию, где два года играл в составе «Депортиво Кали». Последний свой сезон (1995/96) на профессиональном уровне Инсуа провёл в «Кильмесе».
В 1983—1984 года Рубен Инсуа выступал за сборную Аргентины. В её составе он принял участие в Кубке Америки 1983 года. Он сыграл в одном матче, выйдя во втором тайме на замену Виктору Рамосу в игре против Эквадора в Кито. Матч завершился со счётом 2:2.
В основном Рубен Дарио Инсуа играл на позиции атакующего полузащитника, и за технику обращения с мячом и мастерские исполнения штрафных ударов получил прозвища «Поэт гола» и «Поэт футбола». Мог также играть и в центре нападения.

### Тренерская карьера
Тренерскую карьеру Рубен Инсуа начал довольно скоро, уже в 1997 году возглавив одну из своих бывших команд — «Барселону». Сразу же молодой специалист привёл команду к победе в чемпионате Эквадора, а в 1998 году вывел «канареек» в финал Кубка Либертадорес, где «Барселона» уступила бразильскому «Васко да Гаме». Это было повторение лучшего результата гуаякильской команды в главном континентальном клубном турнире.
В 1999 году Инсуа вернулся на родину, возглавив «Феррокарриль Оэсте». Вскоре он пошёл на повышение, став работать со своим первым клубом «Сан-Лоренсо». В 2002 году привёл «святых» к победе в первом розыгрыше Южноамериканского кубка. В 2004 году вернулся в «Барселону». Впоследствии работал с рядом команд из Южной Америки — перуанской «Альянсой Лима», боливийским «Хорхе Вильстерманном», аргентинским «Тальересом» из Кордовы. В 2009 году привёл «Депортиво Кито» к победе в чемпионате Эквадора. В 2010—2011 годах вновь работал с «Барселоной».
В 2010 годы возглавлял колумбийский «Депортиво Кали» (ещё один свой бывший клуб по игровой карьере), эквадорские «Депортиво Кито», «Эль Насьональ», ЛДУ Портовьехо и в 2016 году — боливийский «Боливар», но больших успехов не добивался.

### Личная жизнь
Сын Роберто, Робертино Инсуа (род. 1994), прошёл через академии «Сан-Лоренсо» и «Униона» (Санта-Фе), в 2018 году перешёл в «Барселону» и в настоящий момент выступает за молодёжный фарм-клуб «Торерос».

## Титулы и достижения
В качестве игрока
- Чемпион Аргентины (1): 1988/89
- Чемпион Второго дивизиона чемпионата Аргентины (1): 1982
- Чемпион Эквадора (1): 1991

В качестве тренера
- Чемпион Эквадора (2): 1997, 2009
- Обладатель Южноамериканского кубка (1): 2002
- Финалист Кубка Либертадорес (1): 1998